# Catascythris keberella
Catascythris keberella är en fjärilsart som beskrevs av Hans Georg Amsel 1935. Catascythris keberella ingår som enda art i släktet Catascythris och familjen fältmalar, Scythrididae. Inga underarter finns listade i Catalogue of Life.